# Straße (Nümbrecht)
Straße ist ein Ortsteil von Nümbrecht im Oberbergischen Kreis im südlichen Nordrhein-Westfalen (Deutschland) innerhalb des Regierungsbezirks Köln. Ein kleiner Teil des Dorfes liegt in der Gemeinde Ruppichteroth im Rhein-Sieg-Kreis.

## Lage und Beschreibung
Der Ort liegt in Luftlinie rund 4,85 km südwestlich vom Ortszentrum von Nümbrecht entfernt.

## Geschichte
1396 wurde der Ort das erste Mal urkundlich erwähnt und zwar als „Ort in der Karte von A. Mercator“. Die Schreibweise der Erstnennung war An der Straißen.
Anfang 1928 zog Robert Ley von Mildsiefen nach Straße zu seinen Schwiegereltern. 1932 zog die Familie von hier nach München.